# آرچی کریستی
آرچی کریستی (انگلیسی: Archie Christie؛ ۳۰ سپتامبر ۱۸۸۹ – ۲۰ دسامبر ۱۹۶۲) یک تاجر انگلیسی و افسر نظامی اهل بریتانیا بود. وی همسر اول آگاتا کریستی، نویسنده معروف انگلیسی بود.